# Carlos Alberto Valles
Carlos Alberto Valles (...) è un attore spagnolo.

## Biografia
Gran parte della sua attività è dedicata al teatro (dal 1967 al 1971 fece parte del corpo di ballo del Teatro Massimo di Palermo) dove lavorò spesso con il regista Silvio Benedetto.
La notorietà gli giunse grazie alle sue apparizioni cinematografiche, dato che ha lavorato in quasi tutti i film di Federico Fellini.

## Filmografia parziale

### Cinema
- La decima vittima, regia di Elio Petri (1965)
- La mandragola, regia di Alberto Lattuada (1965)
- La bisbetica domata, regia di Franco Zeffirelli (1967)
- The honey pot, regia di Joseph L. Mankiewicz (1967)
- Fratello sole sorella luna, regia di Franco Zeffirelli (1972)
- Faccia affittasi, regia di José Sanchez
- Squadra antitruffa, regia di Bruno Corbucci (1977)
- Assassinio sul Tevere, regia di Bruno Corbucci (1979)
- Caligola, regia di Tinto Brass (1979)
- Cartoline italiane, regia di Memè Perlini
- Identificazione di una donna, regia di Michelangelo Antonioni (1982)
- Morte in Vaticano (Vatican Cospiracy), regia di Marcello Aliprandi (1982)
- Endgame - Bronx lotta finale, regia di Joe D'Amato (1983)
- Una vita scellerata, regia di Giacomo Battiato (1990)
- Ricky & Barabba, regia di Christian De Sica (1992)
- Uomini uomini uomini, regia di Christian De Sica
- S.P.Q.R., regia di Carlo Vanzina (1994)
- Camerieri, regia di Leone Pompucci (1995)
- 3, regia di Christian De Sica (1996)
- Simpatici & antipatici, regia di Christian De Sica (1998)
- Body Guards - Guardie del corpo, regia di Neri Parenti (2000)
- Luther - Genio, ribelle, liberatore (Luther), regia di Eric Till (2003)
- The Clan, regia di Christian De Sica (2005)

### Televisione
- Valentina – serie TV, episodio 2 (1989)
- Un commissario a Roma – serie TV, episodio 6 (1993)